# 745 (numero)
Settecentoquarantacinque (745) è il numero naturale dopo il 744 e prima del 746.

## Proprietà matematiche
- È un numero dispari.
- È un numero composto con 4 divisori: 1, 5, 149, 745. Poiché la somma dei suoi divisori (escluso il numero stesso) è 155 < 745 è un numero difettivo.
- È un numero semiprimo.
- È un numero fortunato.
- È un numero intero privo di quadrati.
- È un numero palindromo e un numero ondulante nel sistema di numerazione posizionale a base 13 (454), a base 14 (3B3) e in quello a base 24 (171).
- È un numero malvagio.
- È parte delle terne pitagoriche  (216, 713, 745), (255, 700, 745), (407, 624, 745), (447, 596, 745), (745, 1788, 1937), (745, 11088, 11113), (745, 55500, 55505), (745, 277512, 277513).

## Astronomia
- 745 Mauritia è un asteroide della fascia principale del sistema solare.
- NGC 745 sono galassie interagenti della costellazione dell'Eridano.

## Astronautica
- Cosmos 745 è un satellite artificiale russo.